# Rogfast
Rogfast ali Povezava Rogaland s podmorskim predorom Rogfast (Rogaland Fixed Link) je projekt gradnje podmorskega cestnega predora med občinama Randaberg (blizu mesta Stavangerja) in Bokn v okrožju Rogaland na Norveškem. Predor se bo imenoval predor Boknafjord; to bo svetovni rekord glede na dolžino 27 kilometrov in največjo globino 392 metrov pod morsko gladino. To bo del glavne evropske avtoceste E39 vzdolž zahodne obale Norveške in bo povezovala mesta Kristiansand – Stavanger – Haugesund – Bergen. Trenutno je predvideno za odprtje leta 2033.

## Prvotni načrt: 2017
Predor je načrtovan kot 27 kilometrov dolga cesta, ki bo potekal pod Boknafjordom in Kvitsøyfjorden. V projekt je vključen 4,1-kilometrski dolg povezovalni predor, imenovan predor Kvitsøy, ki vodi do otoške občine Kvitsøy.
Projekt je odobril Storting (norveški parlament) maja 2017 in je bil načrtovan za dokončanje v letih 2025–26. Takrat je bilo predvideno, da bo projekt stal 16,8 milijarde NOK (približno 1,73 milijarde EUR), s financiranjem, določenim v višini 11 milijard NOK iz posojila, ki se bo plačalo s cestninami, in 6 milijard neposredno od vlade.
Gradnja se je začela januarja 2018 s slovesnostjo ob začetnem razstreljevanju enega prihodnjega vhoda v predor.

## Zaustavitev projekta in posodobljeni načrti: 2019–2020
Oktobra 2019 je bil projekt zaradi prekoračitev stroškov, predvidenih v posodobitvah proračuna, ustavljen, vsi načrti za izdajo pogodb (projekt je bil oddan po fazah) preklicani. Decembra 2019 je vlada zahtevala celovit pregled in revidirano posodobitev proračuna.
O višjih stroških je javnost prvič izvedela julija 2019, ko je Norveška uprava za javne ceste objavila, da je prejela samo dve ponudbi za pogodbo za predor za povezavo s Kvitsøyem, od katerih je bila najnižja za 1 milijardo NOK višja od odobrenega zneska parlamenta leta 2017. Septembra 2019 je bil postopek zbiranja ponudb za Kvitsøy zaključen brez podelitve pogodbe. Posodobitev iz novembra 2019 je predlagala, da bi bil najzgodnejši možni zaključek projekta leta 2029.
Do aprila 2020 je revidirana posodobitev Norveške uprave za javne ceste ocenila, da so se stroški celotnega projekta (vključno z odcepom Kvitsøy) povečali na 25 milijard NOK, kar je povečanje za 6,4 milijarde NOK, vendar je navedeno, da so bili prihranki do 4 milijarde NOK, preden bo vladi predložila revidirano prošnjo za financiranje.
Oktobra 2020 je Norveška uprava za javne ceste predložila svoj revidirani načrt vladi v obravnavo. Vključena je bila namera, da se celoten projekt razdeli na štiri pogodbe, pri čemer se obsežen postopek oddaje ponudb za prve tri pogodbe začne leta 2021, delo pa naj se začne konec leta 2021 in v začetku leta 2022. Te tri pogodbe bodo zajemale: segment predora Kvitsøy; zgradba dolgega predora severno od Randaberga; in zgradba dolgega predora južno od Bokna. Četrta pogodba za dokončanje izmenjevalnih predorov, ki povezujejo predor Kvitsøy z drugima dvema, bo šla na dražbo, ko bo predor Kvitsøy dokončan. Povezava, ki bo omogočila odprtje Rogfasta, bo po napovedih dokončana leta 2031.
Konec novembra 2020 je Norveška uprava za javne ceste od vlade prejela novo odobritev revidiranega proračuna v višini 24,8 milijarde NOK (2,55 milijarde EUR) (v nasprotju z 'upanjem' iz aprila 2020, da bi ga znižali na 21 milijard NOK), kar je povečanje za približno 8 milijard NOK iz proračuna, odobrenega leta 2017. Vlada se je strinjala, da bo povečala svoj neposredni prispevek na 9,9 milijarde NOK, pri čemer bo preostalih 14,9 milijarde NOK financirala z zadolževanjem, ki bi se poplačalo s cestninami, zaračunanimi za vozila, ki uporabljajo Rogfast; to je predstavljalo enaka povečanja za 3,9 milijarde NOK pri vladnem prispevku in posojilu na podlagi cestnin.
Od marca 2022 je bil predvideni datum odprtja dodatno prestavljen na leto 2033, z nedavnimi zamudami zaradi pridobivanja uspešnih ponudb izvajalcev.

## Ime
Ime Rogfast je okrajšava za norveško ime Rogaland fastforbindelse, ki je prevedeno kot fiksna povezava Rogaland. Predor Boknafjord se nanaša na Boknafjord, predor Kvitsøy pa na otok Kvitsøy.